# Kaufbeuren
Kaufbeuren (pronunciación en alemán: /kaʊ̯fˈbɔɪ̯ʁən/ⓘ) es una ciudad independiente en la región de Suabia, en el sur del Estado de Baviera (Alemania). La ciudad está completamente rodeada por el distrito de Algovia oriental (Ostallgäu).
Su población es de 40 000 habitantes aproximadamente.

## Historia
Durante la Segunda Guerra Mundial estuvo allí instalado un subcampo del Campo de concentración de Dachau.